# WHITE INCARNATION
『WHITE INCARNATION』（ホワイト インカーネイション）はロックバンド、the pillowsの2枚目のアルバム。

## 概要
『the PILLOWS』の名義で発表された作品で、第一期のピロウズ最後の作品で上田ケンジが脱退前最後のアルバムとなっている。
the pillows初のロンドンでのレコーディングの作品であり、収録曲の「彼女はシスター」「ぼくらのハレー彗星」のPVもロンドンで撮影している。
アルバムタイトルは雲を意味していて、雲という言葉がこの当時のthe pillowsの在り方を意味しているということでこのタイトルとなった。
「サリバンになりたい」は「初めてライブでやった時にとても盛り上がり、レコーディングしてCDを聴いたら音がしょぼく軽い失望をした。」と語っている。
収録曲の「TONIGHT」が第二期のthe pillowsの路線となった。
このアルバムから、「ぼくらのハレー彗星」が『TURN BACK』で、「サリバンになりたい」が『Rock stock&too smoking the pillows』でセルフカバーされている。

## 収録曲
（#2,5,6,8,9,10 作詞曲:山中さわお #1,3,4,7,11 作曲:上田ケンジ 作詞:山中さわお）
1. カラフル・パンプキン・フィールズ （3:09）
2. 彼女はシスター （4:10）
3. ペーパームーンにこしかけて （5:00）
4. このままここで （5:57）
5. サリバンになりたい （4:20）
6. 気にしてないよ （3:00）
7. ブルーマーチ （4:41）
8. 夜明けがやってきた （3:37）
9. TONIGHT （3:39）
10. ぼくらのハレー彗星 （5:46）
11. GOOD NIGHT （3:57）